# Верле (сеньория)

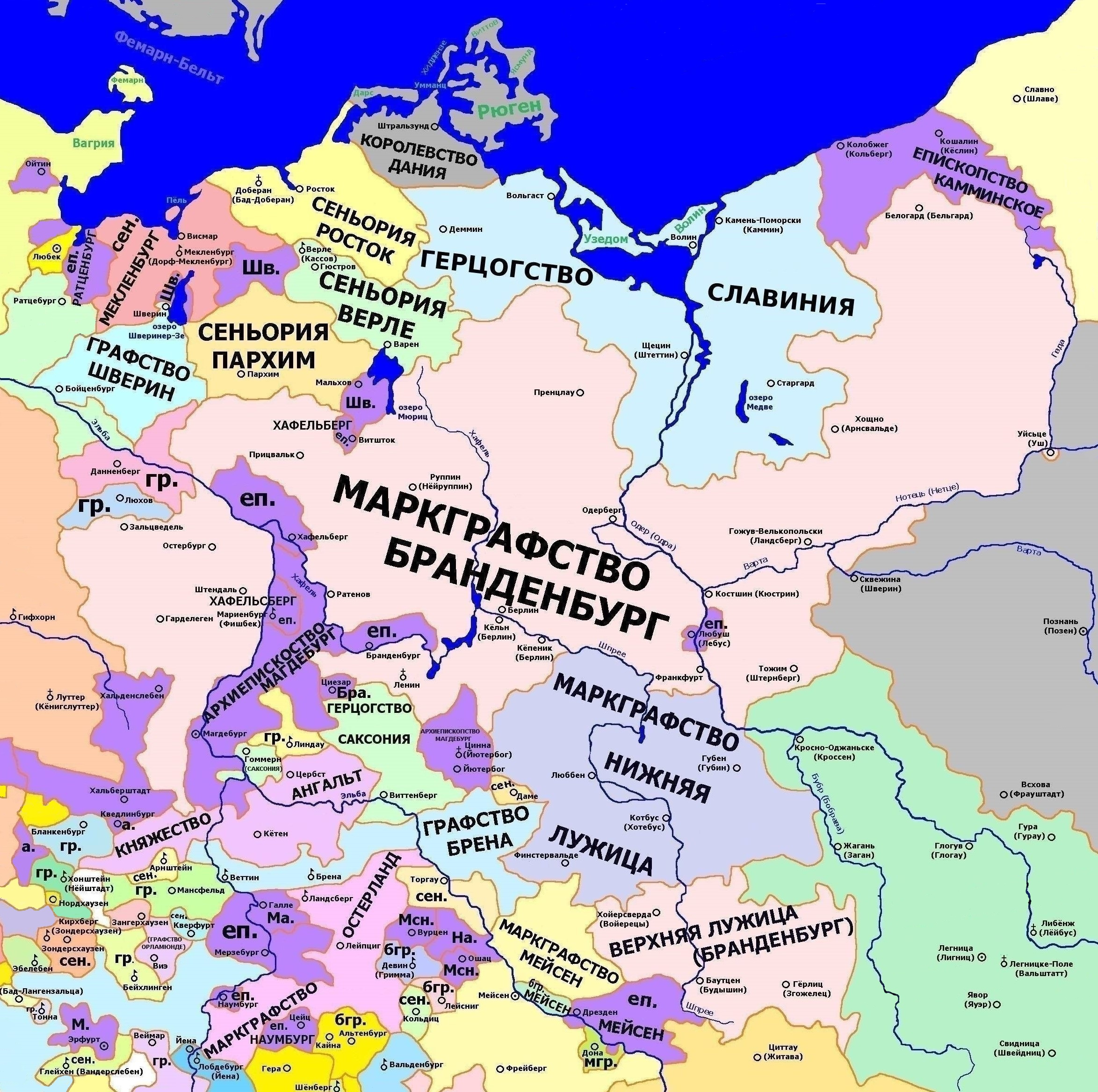
Верле (сеньория)

Верле (нем. Werle) — феодальное владение (нем. Herrschaft) в составе Священной Римской империи, существовавшее с 1235 по 1436 годы.
Владение Верле возникло в результате раздела Мекленбурга между четырьмя сыновьями Генриха Борвина II (умершего в 1226 году). Николай I Верльский получил территорию вокруг Гюстрова и на восток до озера Мюриц, столицей которой стала деревня Верле. После смерти Николая I в 1277 году для двоих из трёх его сыновей были выделены владения Верле-Гюстров и Верле-Пархим. Николай II Верльский смог в начале XIV века собрать земли вновь, но в 1316 году владение было разделено вновь — на Верле-Гюстров и Верле-Гольдберг. В 1337 году из Верле-Гюстрова выделилось владение Верле-Варен.
После того, как в 1436 году умер Вильгельм Верльский — последний из верльской линии Мекленбургского дома — Верле отошло князьям Мекленбурга.

## Сеньоры Верле
- 1227—1277: Николай I, владетель Верле (сын Генриха Борвина II)
- 1277—1291: Генрих I, владетель Верле-Гюстрова (сын Николая I)
- 1277—1283: Иоганн I, владетель Верле-Пархима (сын Николая I)
- до 1286: Бернхард I, владетель Верле (сын Николая I)
- 1291—1307: Генрих II, владетель Верле в Пенцлине (сын Генриха I)
- 1283—1316: Николай II, владетель Верле (сын Иоганна I)
- 1316—1337: Иоганн II, владетель Верле-Гюстрова (сын Иоганна I)
- 1316—1350: Иоганн III, владетель Верле-Гольдберга (сын Николая II)
- 1337—1360: Николай III, владетель Верле-Гюстрова (сын Иоганна II)
- 1337—1382: Бернхард II, владетель Верле-Варена (сын Иоганна II)
- 1350—1354: Николай IV, владетель Верле-Гольдберга (сын Иоганна III)
- 1360—1393: Лоренц, владетель Верле-Гюстрова (сын Николая III)
- 1360—1377: Иоганн V, владетель Верле-Гюстрова (сын Николая III)
- 1382—1385/95: Иоганн VI, владетель Верле-Варена (сын Бернхарда II)
- 1354—1374: Иоганн IV, владетель Верле-Гольдберга (сын Николая IV)
- 1393—1421: Бальтазар, владетель Верле-Гюстрова (сын Лоренца)
- 1393—1414: Иоганн VII, владетель Верле-Гюстрова (сын Лоренца)
- 1393—1436: Вильгельм, владетель Верле-Гюстрова, князь венедов (сын Лоренца)
- 1385/95-1408: Николай V, владетель Верле-Варена (сын Иоганна VI)
- 1385/95-1425: Кристоф, владетель Верле-Варена (сын Иоганна VI)